# Tishun (Wasserfall)
Der Tishun (tetum Be Tuda Tishun, auch Tisun) ist ein osttimoresischer Wasserfall im Westen der Gemeinde Aileu. Der Tishun, ein kleiner Zufluss das Talau (der zum System des Lóis gehört) fällt hier etwa 10 Meter in die Tiefe. Der Wasserfall befindet sich östlich des Dorfes Mohak 1, in der Aldeia Mohak (Suco Leohito), etwa 230 Meter von der Straße entfernt.